# Have Gun - Will Travel
Have Gun - Will Travel è una serie televisiva statunitense in 226 episodi trasmessi per la prima volta nel corso di 6 stagioni dal 1957 al 1963.
È una serie western incentrata sulle vicende del pistolero e gentiluomo Paladin, interpretato da Richard Boone, che spesso cerca di usare il cervello prima della pistola. Generò una versione radiofonica che debuttò il 23 novembre 1958 in cui Paladin è interpretato da John Dehner.

## Trama
Vecchio West. Paladin è un pistolero gentiluomo che preferisce risolvere i problemi senza violenza, ma, quando è costretto a combattere, eccelle. Paladin vive nel Carlton Hotel di San Francisco e indossa abiti formali, mangia cibo gourmet e frequenta l'opera. Molti di coloro che lo incontrano inizialmente lo scambiano per un damerino dell'est. Ma quando c'è da risolvere una situazione, si veste di nero, porta una pistola derringer, utilizza biglietti da visita con un emblema che ha la forma del cavallo degli scacchi e indossa uno stereotipato cinturone nero in classico stile western con lo stesso simbolo in platino allegato alla fondina. Il simbolo si riferisce al suo soprannome e alla sua occupazione di difensore della giustizia. La sigla della serie si riferisce a lui come a "un cavaliere senza armatura". Nell'episodio The Road to Wickenburg, Paladin traccia un parallelo tra il suo metodo e il movimento del cavallo negli scacchi: "È un pezzo di attacco, il più versatile della scacchiera. Può muoversi in otto modi diversi, oltre le barriere, in maniera sempre inaspettata...".
Paladin è un ex ufficiale dell'esercito e un laureato all'Accademia Militare di West Point. È un poliglotta, capace di parlare ogni lingua straniera richiesta dalla trama. Ha anche una conoscenza approfondita della storia antica e della letteratura classica, e mostra una forte passione per i principi giuridici. Paladin è stato anche un viaggiatore nel mondo. Le sue imprese includono una visita in India nel 1857, dove aveva conquistato il rispetto degli locali come cacciatore di tigri mangia-uomini. Paladin si ritrova in questo suo ruolo per caso, come rivelato in un flashback durante il primo episodio della stagione finale (Genesis, episodio 193). Per pagare una cambiale di gioco, era stato costretto dal suo creditore a dare la caccia e ad uccidere un misterioso uomo armato chiamato Smoke (interpretato da Boone, senza baffi e con i capelli grigio-bianchi). Quando si incontrano Smoke dà al personaggio di Boone il suo soprannome, Paladin, chiamandolo scherzosamente "paladino nobile".

## Personaggi e interpreti

### Personaggi principali
- Paladin (226 episodi, 1957-1963), interpretato da Richard Boone.
- Hey Boy (109 episodi, 1957-1963), interpretato da Kam Tong.
- Vari ruoli e controfigura stuntman di Richard Boone (46 episodi, 1959-1963), interpretati da Hal Needham.
- Hey Girl (21 episodi, 1958-1961), interpretato da Lisa Lu.

### Personaggi secondari
- Flannigan (11 episodi, 1957-1963), interpretato da Roy Barcroft.
- Clemenceau (9 episodi, 1957-1963), interpretato da Robert Stevenson.
- Ben Jackson (8 episodi, 1958-1963), interpretato da Richard Shannon.
- Cookie the Cook (8 episodi, 1957-1963), interpretato da Peggy Rea.
- Amy Martin (7 episodi, 1958-1963), interpretato da Natalie Norwick.
- Clay Sommers (7 episodi, 1957-1960), interpretato da Denver Pyle.
- Emmy Bartlett (7 episodi, 1959-1963), interpretato da Dorothy Dells.
- Canning (7 episodi, 1958-1963), interpretato da Rayford Barnes.
- Big Jim (7 episodi, 1960-1963), interpretato da George Kennedy.
- Esteban, capo indiano (6 episodi, 1960-1961), interpretato da Brad Weston.
- Boris Tosheff (6 episodi, 1958-1961), interpretato da Karl Swenson.
- Aaron Bell (6 episodi, 1957-1961), interpretato da Barry Cahill.
- Clay Morrow (6 episodi, 1957-1961), interpretato da Robert Karnes.
- Bert Talman (6 episodi, 1957-1961), interpretato da Leo Gordon.
- Carl (5 episodi, 1959-1961), interpretato da Ed Nelson.
- Colonnello Jeremiah Pike (5 episodi, 1957-1960), interpretato da Earle Hodgins.
- Alejandro Caloca (5 episodi, 1957-1961), interpretato da Wright King.
- Jory (5 episodi, 1958-1962), interpretato da Kevin Hagen.
- Bender - Landlord (5 episodi, 1959-1961), interpretato da Lane Chandler.
- Ben Jalisco (5 episodi, 1957-1963), interpretato da Charles Bronson.
- Ben Tyler (5 episodi, 1958-1962), interpretato da Robert Gist.
- Amanda (5 episodi, 1958-1963), interpretata da Jacqueline Scott.
- Casey Bryan (5 episodi, 1958-1963), interpretato da Robert J. Wilke.
- Jeanie Decker (5 episodi, 1957-1961), interpretata da June Vincent.
- Arnold Haskins (5 episodi, 1957-1961), interpretato da Vic Perrin.
- Duchess de Bernal (5 episodi, 1959-1961), interpretata da Shirley O'Hara.
- Angel (5 episodi, 1960-1963), interpretato da Ross Sturlin.
- Abner (5 episodi, 1957-1963), interpretato da Duane Grey.
- Annette (1 episodio, 1959), interpretato da Danielle De Metz.

## Produzione
La serie, ideata da Herb Meadow e Sam Rolfe, fu prodotta da Columbia Broadcasting System e Filmaster Productions e girata in vari studios e ranch in California, Arizona e Nuovo Messico.

### Registi
Tra i registi sono accreditati:
- Andrew V. McLaglen in 116 episodi (1957-1963)
- Richard Boone in 28 episodi (1960-1963)
- Buzz Kulik in 13 episodi (1958-1961)
- Lamont Johnson in 10 episodi (1958-1959)
- Ida Lupino in 8 episodi (1959-1961)
- Richard Whorf in 6 episodi (1958-1959)
- William Conrad in 6 episodi (1962-1963)
- Jerry Hopper in 6 episodi (1962-1963)
- Richard Donner in 5 episodi (1961-1962)
- Gary Nelson in 5 episodi (1962-1963)
- Byron Paul in 4 episodi (1960-1961)
- Lewis Milestone in 2 episodi (1958)
- Don Taylor in 2 episodi (1959)
- Fred Jackman Jr. in 2 episodi (1962)

### Sceneggiatori
Tra gli sceneggiatori sono accreditati:
- Herb Meadow in 213 episodi (1957-1963)
- Sam Rolfe in 212 episodi (1957-1963)
- Gene Roddenberry in 24 episodi (1957-1963)
- Shimon Wincelberg in 24 episodi (1958-1963)
- Robert E. Thompson in 19 episodi (1960-1962)
- Harry Julian Fink in 18 episodi (1958-1963)
- Ken Kolb in 11 episodi (1957-1958)
- Albert Aley in 11 episodi (1958-1961)
- Frank Pierson in 11 episodi (1959-1961)
- Jay Simms in 10 episodi (1959-1963)
- Don Ingalls in 9 episodi (1958-1963)
- Jack Laird in 7 episodi (1958-1962)
- Lou Shaw in 6 episodi (1961-1962)
- Peggy Shaw in 6 episodi (1961-1962)
- Bruce Geller in 5 episodi (1958-1963)
- Archie L. Tegland in 4 episodi (1960-1962)
- Don Brinkley in 3 episodi (1957-1958)
- Joan Scott in 3 episodi (1958-1962)
- Irving Wallace in 3 episodi (1958-1959)
- Robert C. Dennis in 3 episodi (1960-1963)
- Jack Curtis in 3 episodi (1960-1961)
- Albert Ruben in 3 episodi (1961-1963)

## Distribuzione
La serie fu trasmessa negli Stati Uniti dal 14 settembre 1957 al 20 aprile 1963 sulla rete televisiva CBS. È stata distribuita anche in Spagna con il titolo El pistolero de San Francisco e in Argentina con il titolo Revólver a la orden, ma in Italia la serie rimase inedita.

## Episodi
| Stagione         | Episodi | Prima TV USA |
| ---------------- | ------- | ------------ |
| Prima stagione   | 39      | 1957-1958    |
| Seconda stagione | 39      | 1958-1959    |
| Terza stagione   | 39      | 1959-1960    |
| Quarta stagione  | 38      | 1960-1961    |
| Quinta stagione  | 37      | 1961-1962    |
| Sesta stagione   | 34      | 1962-1963    |